# Ordonia orthobasidion
Ordonia orthobasidion är en svampart som beskrevs av Racib. 1909. Ordonia orthobasidion ingår i släktet Ordonia och familjen Septobasidiaceae.   Inga underarter finns listade i Catalogue of Life.